# James Finlayson
(La famosa espressione di rabbia di Finlayson, ripresa poi più avanti negli anni per il personaggio Homer Simpson ma in modo più accorciato.)
James Henderson Finlayson, detto Jimmy (Larbert, 27 agosto 1887 – Los Angeles, 9 ottobre 1953), è stato un attore scozzese naturalizzato statunitense.
Noto anche come Jimmy Finlayson (o Jimmie Finlayson) divenne famoso negli anni venti e trenta, soprattutto grazie ai film girati al fianco del duo comico Stan Laurel e Oliver Hardy, ed è ricordato per la sua capacità mimica, la peculiare smorfia e l'intercalare "d'oooh" (ripreso nel "d'oh!" di Homer, personaggio della serie animata I Simpson). Assunse la cittadinanza statunitense nel 1920.

## Biografia
Figlio di Alexander Finlayson (1852-1909) e Isabella Henderson (1861-1903), lavorò come lattoniere prima di intraprendere la carriera di attore. Fece parte della compagnia di John Clyde e nel 1910 interpretò la parte di Jamie Ratcliffe in Jeanie Deans al Theatre Royal di Edimburgo.
Nel 1911 emigrò negli Stati Uniti assieme a suo fratello Robert. Nel maggio 1912 a New York, interpretò il ruolo di un detective travestito da teuchter (persona originaria delle Highlands occidentali scozzesi o delle isole occidentali) nella produzione teatrale The Great Game al Daly's Theatre.
La sua carriera cominciò con la partecipazione a diverse commedie musicali popolari. Divenne noto come Mr. Double-take (Double-take è un'espressione che sta a indicare un espediente comico molto in uso nel cinema del periodo a cavallo tra film muto e sonoro che consisteva nell'attendere qualche attimo dopo una certa azione, ad esempio un colpo ricevuto a proprie spese, mostrando un atteggiamento interrogativo o di incredulità che poi improvvisamente si tramutava in una spropositata reazione dal grande effetto comico).
Il 1916 fu l'anno della svolta: cercò fortuna presso gli Ince Studios, fino a lavorare per Mack Sennett. Da ricordare la sua partecipazione a capolavori del cinema muto come L'idolo del villaggio (1921) e The Crossroads of New York (1922), nei quali interpretò il ruolo del riccone elegante e buffo. Nel 1923 passò sotto contratto con il grande produttore e regista Hal Roach per il quale interpretò diversi film comici e grazie al quale conobbe Stan Laurel e Oliver Hardy quando ancora non erano famosi.
È proprio con i film di Stanlio e Ollio (ne interpretò 33) che raggiunse il successo, lavorando a molti cortometraggi e lungometraggi sia muti che sonori (è uno dei pochissimi attori ad aver superato quota 200 film). Tipicamente rappresentava un burbero ometto con enormi baffi (posticci, che l'attore portava solo in scena) e occhi strabuzzati, dalla postura vagamente curva e l'andatura a balzelloni, continuamente in lite con i due protagonisti. Finlayson morì per attacco cardiaco nel 1953 e dopo i funerali il suo corpo venne cremato.

## Filmografia parziale
Finlayson ha interpretato in tutto 256 film.

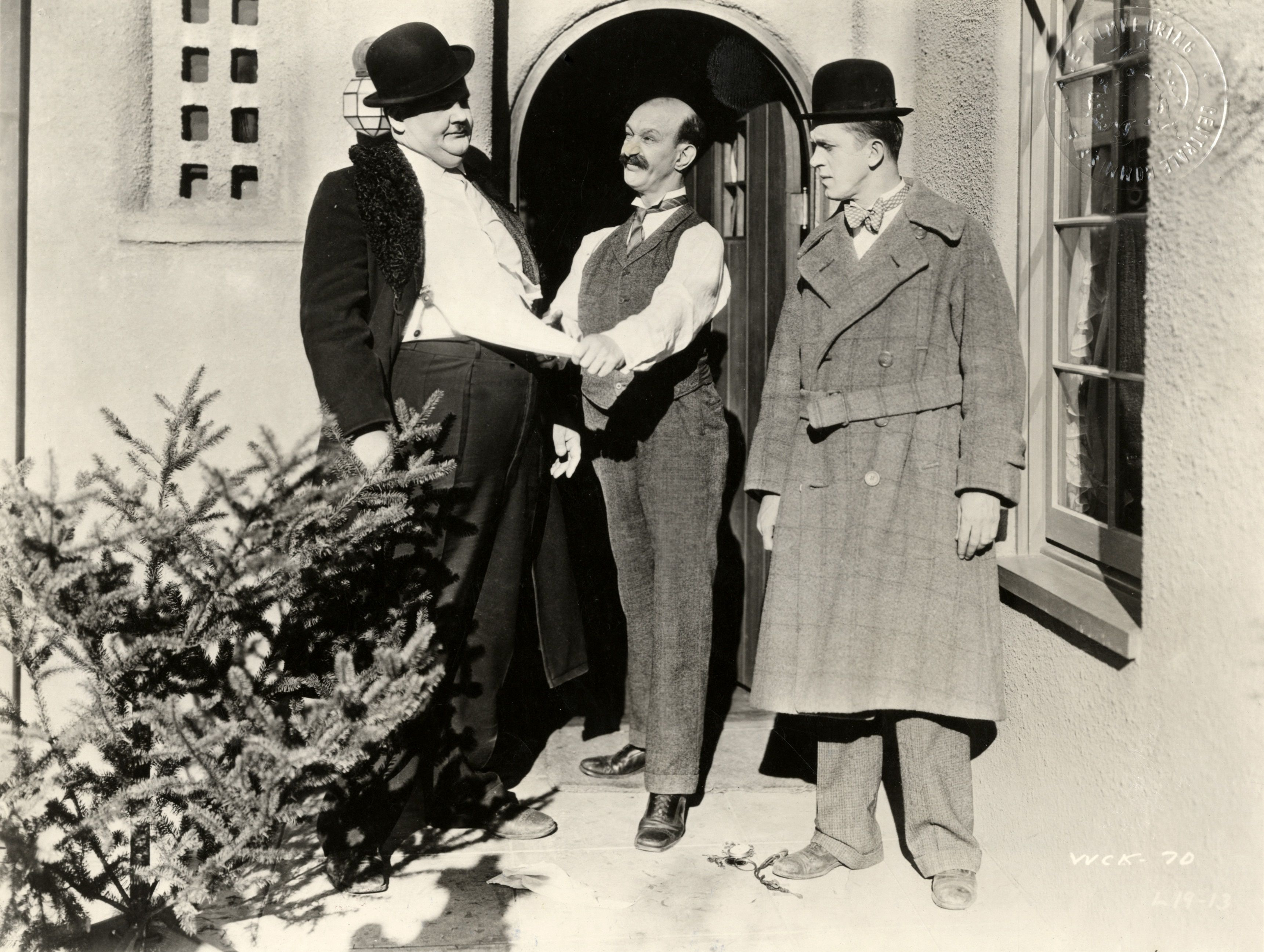
Finlayson fu la spalla d'onore della coppia Laurel & Hardy nelle loro comiche. Fotografia di scena della comica Grandi affari (1929)

- Tutti in macchina (You Wouldn't Believe It), regia di Erle C. Kenton (1920)
- L'idolo del villaggio (A Small Town Idol), regia di Erle C. Kenton e Mack Sennett (1921)
- The Noon Whistle, regia di George Jeske (1923)
- White Wings, regia di George Jeske (1923)
- Pick and Shovel, regia di George Jeske (1923)
- A Man About Town, regia di George Jeske (1923)
- Roughest Africa, regia di Ralph Ceder (1923)
- Frozen Hearts, regia di J.A. Howe (1923)
- The Whole Truth, regia di Ralph Ceder (1923)
- The Soilers, regia di Ralph Ceder (1923)
- Scorching Sands, regia di Hal Roach e Robin Williamson (1923)
- Mother's Joy, regia di Ralph Ceder (1923)
- The Noon Whistle, regia di Mack Sennett (1923)
- Hollywood, regia di James Cruze (1923)
- Smithy, regia di George Jeske e Hal Roach (1924)
- Postage Due, regia di George Jeske (1924)
- Zeb vs. Paprika, regia di Ralph Ceder (1924)
- Brothers Under the Chin, regia di Ralph Ceder (1924)
- Near Dublin, regia di Ralph Ceder (1924)
- Rupert of Hee Haw, regia di Scott Pembroke (1924)
- Wide Open Spaces, regia di George Jeske (1924)
- Why Husbands Go Mad, regia di Leo McCarey (1924)
- Short Kilts, regia di George Jeske (1924)
- What's the World Coming To?, regia di Richard Wallace (1924)
- Hard Boiled, regia di Leo McCarey (1925)
- Innocent Husbands, regia di Leo McCarey (1925)
- The Caretaker's Daughter, regia di Leo McCarey (1925)
- Yes Yes Nanette, regia di Clarence Hennecke e Stan Laurel (1925)
- Madame Mystery, regia di Richard Wallace e Stan Laurel (1926)
- The Nickel-Hopper, regia di F. Richard Jones e Hal Yates (1926)
- Raggedy Rose, regia di Richard Wallace (1926)
- Thundering Fleas, regia di Robert F. McGowan (1926)
- Forgotten Sweeties, regia di James Parrott (1927)
- Amale e piangi (Love'em and Weep), regia di Fred Guiol (1927)
- Con amore e fischi (With Love and Hisses), regia di Fred Guiol (1927)
- Come mi pento (Sugar Daddies), regia di Fred Guiol (1927)
- Seeing the World, regia di Robert A. McGowan e Robert F. McGowan (1927)
- Una famiglia di matti (Call of the Cuckoo), regia di Clyde Bruckman (1927)
- I due galeotti (The Second Hundred Years), regia di Fred Guiol (1927)
- Giù i cappelli (Hats Off), regia di Hal Yates (1927)
- I detective pensano? (Do Detectives Think?), regia di Fred Guiol (1927)
- No Man's Law, regia di Fred Jackman (1927)
- Should Tall Men Marry?, regia di Louis J. Gasnier (1928)
- Elefanti che volano (Flying Elephants), regia di Frank Butler (1928)
- Ladies' Night in a Turkish Bath, regia di Edward F. Cline (1928)
- Lady Be Good, regia di Richard Wallace (1928)
- I due ammiragli (Men O'War), regia di Lewis R. Foster (1929)
- Libertà (Liberty), regia di Leo McCarey (1929)
- Affari in grande (Big business), regia di James W. Horne (1929)
- Lavori forzati (The Hoose-Gow), regia di James Parrott (1929)
- Oro (Wall Street), regia di Roy William Neill (1929)
- I ladroni (Night Owls), regia di James Parrott (1930)
- Un nuovo imbroglio (Another Fine Mess), regia di James Parrott (1930)
- I polli tornano a casa (Chickens Come Home), regia di James W. Horne (1931)
- Muraglie (Pardon Us), regia di James Parrott (1931)
- La sposa rapita (Our Wife), regia di James W. Horne (1931)
- Andiamo a lavorare (One Good Turn), regia di James W. Horne (1931)
- Il circo è fallito (The Chimp), regia di James Parrott (1932)
- Il compagno B (Pack Up Your Troubles), regia di George Marshall e Ray McCarey (1932)
- Il regalo di nozze (Me and My Pal), regia di Charley Rogers (1933)
- His Silent Racket, regia di Charley Chase (1933)
- Fra Diavolo (The Devil's Brother), regia di Hal Roach e Charley Rogers (1933)
- Abbasso la pappa (Mush and Milk), regia di Robert F. McGowan (1933)
- Who's Your Father, regia di Henry W. George (Lupino Lane) (1935)
- Fratelli di sangue (Thicker Than Water), regia di James W. Horne (1935)
- Gli allegri eroi (Bonnie Scotland), regia di James W. Horne (1935)
- La ragazza di Boemia o Noi siamo zingarelli (The Bohemian Girl), regia di James W. Horne e Charley Rogers (1936)
- Allegri gemelli (Our Relations), regia di Harry Lachman (1936)
- I fanciulli del West (Way Out West), regia di James W. Horne (1937)
- Scegliete una stella (Pick a Star), regia di Edward Sedgwick (1937)
- Vent'anni dopo (Block Heads), regia di John G. Blystone (1938)
- I diavoli volanti (The Flying Deuces), regia di A. Edward Sutherland (1939)
- Noi siamo le colonne (A Chump at Oxford), regia di Alfred Goulding (1940)
- C'era una volta un piccolo naviglio (Saps at Sea), regia di Gordon Douglas (1940)
- Vogliamo vivere! (To Be or Not To Be), regia di Ernst Lubitsch (1942)
- L'allegro mondo di Stanlio e Ollio (Laurel and Hardy's Laughing 20's), regia di Robert Youngson (1965)

## Doppiatori italiani
- Stefano Sibaldi in Muraglie, Noi siamo le colonne, C'era una volta un piccolo naviglio, Via Convento
- Gino Pagnani in Allegri gemelli, Scegliete una stella, Un nuovo bell'imbroglio (ridoppiaggi)
- Paolo Stoppa in Vent'anni dopo, Noi siamo zingarelli
- Silvio Spaccesi in La sposa rapita
- Gaetano Verna in Il compagno B
- Aldo Silvani in Fra Diavolo
- Olinto Cristina in I fanciulli del West
- Luigi Almirante in I diavoli volanti
- Luigi Pavese in Gli allegri eroi (2º doppiaggio)
- Massimo Dapporto in Gli allegri eroi (3° doppiaggio)